# Église Saint-Dominique de Clermont-l'Hérault
Pour les articles homonymes, voir Église Saint-Dominique.
L'église Saint-Dominique ou chapelle des Pénitents, est une église catholique située à Clermont-l'Hérault, dans le département français de l'Hérault et la région Occitanie.

## Historique

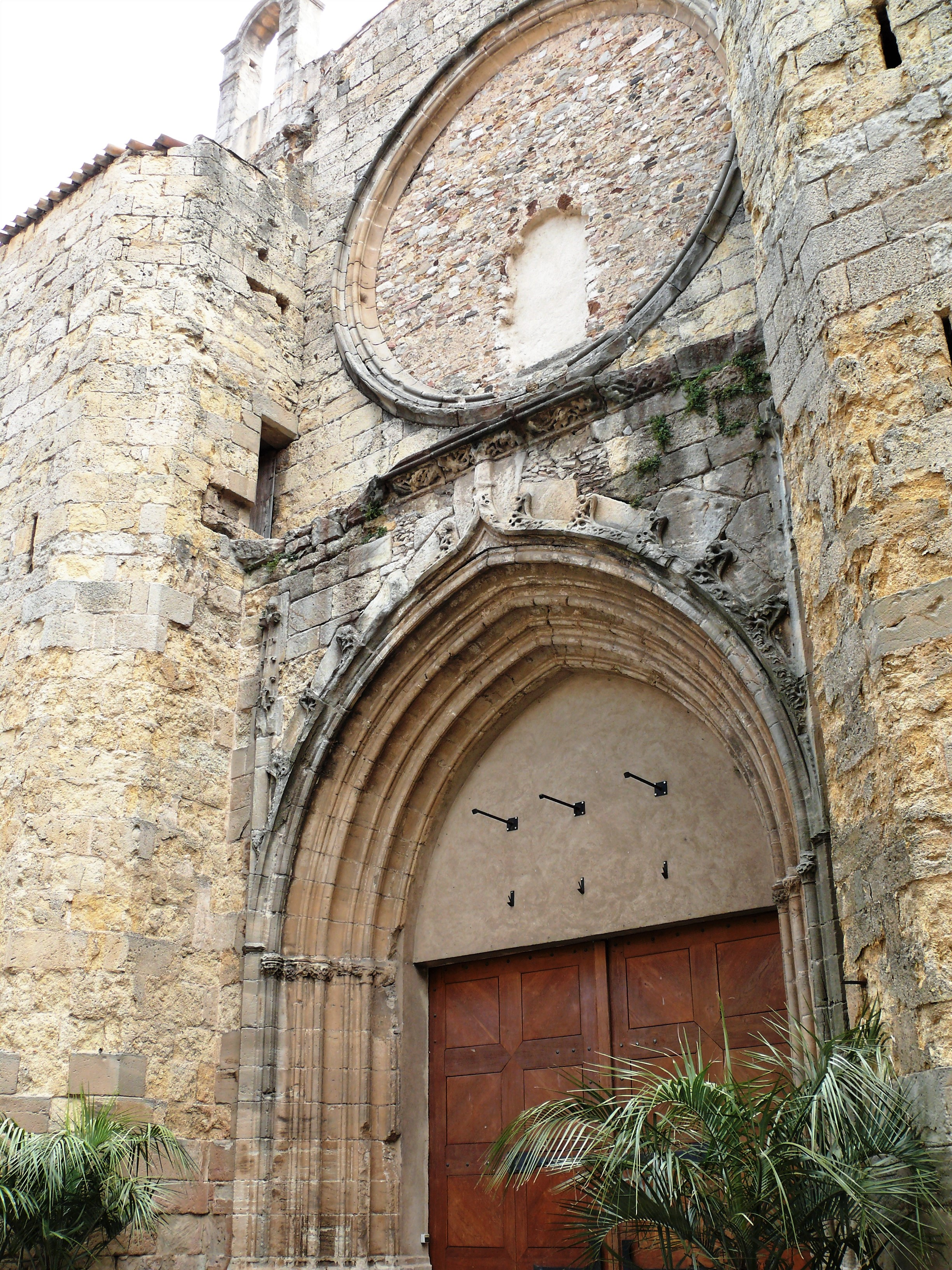
Façade occidentale avec le portail et la rose.

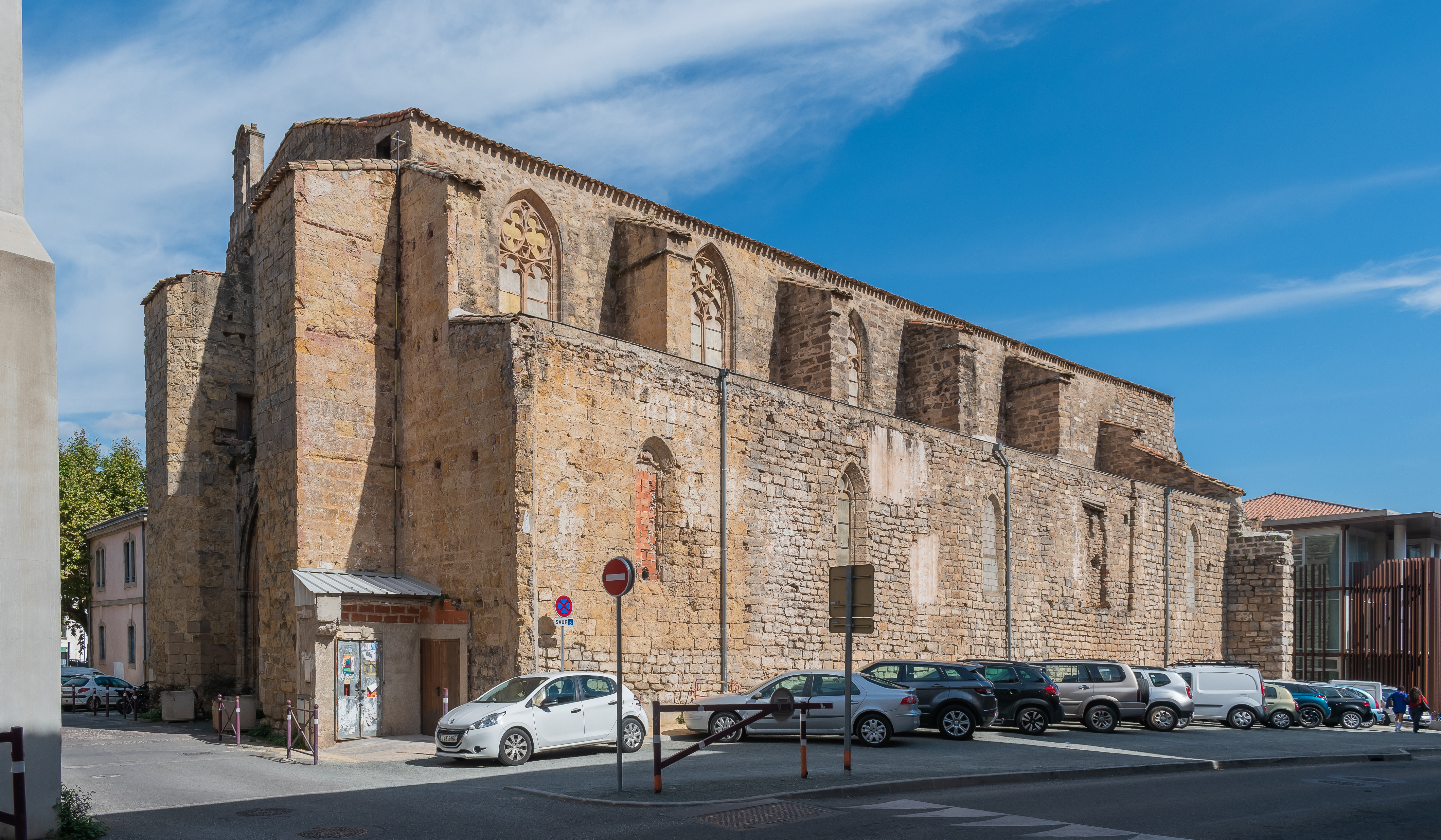
Façade sud de l'église.

La fondation de ce couvent de l’ordre des Dominicains, ou ordre des Prêcheurs, a été inspirée par l’évêque de Lodève, Jacques de Cabrerets de Concots (1318-1322), ayant lui-même appartenu à cet ordre. L'estime de sa vertu a conduit le pape Jean XXII à le choisir comme directeur de conscience avant qu'il le préconise comme évêque de Lodève et le sacre en 1318. Une bulle du pape Jean XXII datée du 14 février 1317 a créé vingt couvents de l'ordre des Prêcheurs, dont celui de Clermont-l'Hérault. Pour permettre sa construction, Béranger VI de Guilhem, baron de Clermont, avait déjà offert le terrain sur lequel s’éleva l’église, le couvent et ses importantes dépendances, soit la totalité des terres longeant le ruisseau le Rhônel. La construction est décidée le 17 avril 1321 et la première pierre de fondation est posée quatre jours plus tard. Des dons financiers importants, dont ceux d'Arnaud de Lauzières, ont permis un avancement rapide des travaux. En 1356, la construction de l'abside et de quatre travée de la nef sont terminés. Les incursions et pillages des grandes compagnies et des troupes du Prince Noir ont conduit à fortifier l'église. Deux tourelles sont élevées de chaque côté de la façade occidentale vers 1360. Les deux travées ouest ne sont couvertes qu'à la fin du XIVe siècle, et des chapelles sont construites le long du flanc nord. Les chapelles disposées sur le flanc sud ont été construites un peu plus tard. Le portail à trumeau ouest a été construit au XVe siècle. La rosace doit dater de cette époque.
La rapidité et l'ampleur du bâtiment implanté près de la collégiale Saint-Paul qui est encore en construction au moment où on entreprend d'édifier cette église aussi vaste, peut surprendre. Cette entreprise intervient au moment où il y a un conflit entre les barons de Clermont et les consuls de la ville. Les barons veulent supprimer le consulat. Ils aident à l'édification du couvent. Au même moment, la collégiale Saint-Paul est réalisée avec l'appui des consuls. La dimension de l'église laisse penser que les promoteurs de cette construction souhaitaient qu'une grande partie de la population y suive les offices au lieu d'aller à la collégiale.
Le couvent, en plus des bâtiments monastiques, comprenait un jardin, un verger, et un moulin à huile.
Pendant les guerres de Religion le couvent a été dévasté et incendié par les protestants en 1568 puis reconstruit et démoli en 1588. L'église, malgré des dommages au clocher et aux tours de la façade, était à peu près intacte. 
En 1594, le réformateur dominicain Sébastien Michaëlis a choisi ce couvent dévasté « pour y faire revivre l’observance régulière ». Le couvent est reconstruit. Les parties hautes de l'église sont consolidées. Les voûtes sont reconstruites vers 1665-1666 comme en témoignent les armoiries sculptées sur les clés de voûtes, et les fenêtres sont réparées. Dans le bourg, dont la majorité de la population est huguenote, les frères ont appliqué la réforme de Michaelis destinée à reconstruire les communautés catholiques clermontaises par le prêche et en ramenant la population vers « le chemin des sacrements, de la pénitence et de l’Eucharistie ». Les Dominicains donnent des cours au petit collège de Clermont-l'Hérault.
Pendant la Révolution française, le couvent est vendu comme bien national en 1791. L’église est transformée en salle de réunion politique et en magasin de salpêtre. Après l’achat du couvent par la commune, l’ancienne église a été utilisée comme établissement d'enseignement.
Une confrérie de pénitents bleus s’est installée dans une des chapelles de l’ancienne église de 1808 à 1905. L’action de ce groupe très actif a marqué suffisamment la population clermontaise pour que l'origine et le nom de l'église soient oublié et que le lieu soit couramment désigné comme Les Pénitents.
L'église a servi de marché ouvert pendant la Seconde Guerre mondiale, puis a reçu les ateliers municipaux. Après sa restauration, elle est devenue un espace polyvalent. Le portail à trumeau a disparu quand l'église a été transformée en garage municipal.

## Protection
L'église a été inscrite au titre des monuments historiques le 16 janvier 1939.

## Description
Le plan de l'église est assez simple et traditionnel dans le Midi. L'église a une nef unique de six travées épaulée par des contreforts se terminant sur une abside plus étroite que la nef à sept pans. La nef est bordée de chapelles latérales entre les contreforts.

## Dimensions principales
- Longueur : 50,46 m.
- Superficie : 1300 m²